# Ablerus macrochaeta
Ablerus macrochaeta là một loài côn trùng ký sinh tấn công Bemisia tabaci và Aleurocanthus inceratus. Aleurocanthus inceratus là một loại sâu bệnh nghiêm trọng đối với khoai lang ở Trung Quốc.